# Convenzione di Montreux

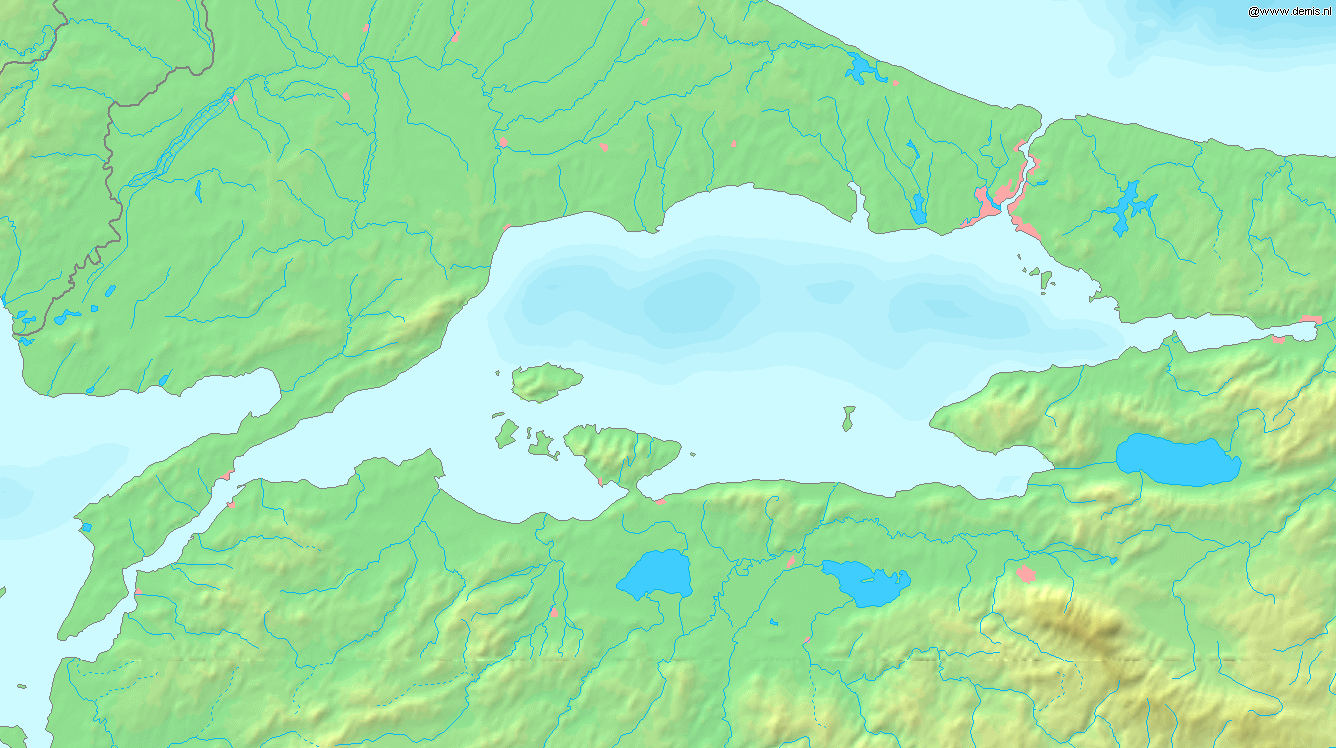
Mar di Marmara - mappa.

La convenzione di Montreux venne firmata nell'omonima cittadina svizzera il 20 luglio 1936 da Turchia, Francia, Grecia, Romania, Regno Unito e Unione Sovietica. La convenzione aveva lo scopo di regolamentare la navigazione ed il passaggio attraverso lo Stretto dei Dardanelli, il Mar di Marmara ed il Bosforo (compresi tutti sotto la denominazione di Stretti). L'Italia non prese parte alla conferenza preparatoria, ma successivamente, il 2 maggio 1938, sottoscrisse l'accordo.

## Contenuto

### Navi commerciali
Nella convenzione, per garantire la sicurezza alla Turchia e agli Stati che si affacciano sul Mar Nero, è affermato il riconoscimento della piena libertà di transito delle navi mercantili di qualsiasi bandiera in tempo di pace, con la sola condizione di soddisfare i diritti di transito e le prescrizioni sanitarie. In tempo di guerra la libertà di passaggio e navigazione per i mercantili dei paesi neutrali, se la Turchia non è parte del conflitto, deve essere concessa nelle ore diurne e rispettando rotte obbligate. Se in tempo di pace il governo turco reputi che ci sia un pericolo imminente per il paese, la navigazione può essere limitata alle ore diurne con l'assistenza di piloti.

### Navi da guerra
Per quanto riguarda invece le navi da guerra, è sancito l'obbligo di informare il governo turco otto giorni prima del transito, e solo per flotte di un massimo di nove unità e un tonnellaggio complessivo di 15.000 tonnellate; possono superare tale limite solo i paesi rivieraschi del Mar Nero, purché le navi passino singolarmente. Per i sottomarini è consentito il passaggio solo se di paesi rivieraschi, di giorno e in superficie, se costruiti all'estero e solo per entrare nelle loro basi o per farsi riparare. Con riguardo allo stazionamento nel mar Nero di flotte di paesi non rivieraschi queste devono avere un tonnellaggio inferiore a 40.000 tonnellate. In tempo di guerra se la Turchia è neutrale non è consentito il passaggio di navi da guerra di qualsiasi paese belligerante. Se la Turchia è parte di un conflitto può opporsi al passaggio di navi da guerra di qualunque paese. Nella convenzione non sono presenti disposizioni che autorizzino esplicitamente il transito delle portaerei.

## Parti
Oggi sono parti della convenzione i seguenti paesi:
- Francia, paese depositario
- Australia
- Bulgaria
- Grecia
- Romania
- Regno Unito
- Cipro, dopo l'indipendenza dal Regno Unito, ottenuta nel 1969
- Russia: uno dei due paesi successori dell' Unione Sovietica
- Ucraina, uno dei due paesi successori dell'Unione Sovietica.
- Turchia[1]

Due Stati ( Jugoslavia e  Giappone) inizialmente presero parte alla convenzione.

## Storia
Stretto del Bosforo
     Stretto dei Dardanelli 

Stretto del Bosforo
Stretto dei Dardanelli

Nel 1945 la Turchia fu oggetto di uno dei primi scontri dell'incipiente guerra fredda, quando l'Unione Sovietica mise in discussione la convenzione di Montreux sugli stretti, cosa che segnò l'entrata di Ankara nella sfera di "protezione" USA.
Con la fine della guerra fredda le opinioni prevalenti circa lo status del Mar Nero divennero due. La prima, basata sulla definizione del Mar Nero come un mare chiuso commercialmente, sostenuta da Russia e Turchia, mentre l'altra mira all'apertura del Mar Nero e alla revisione della convenzione. Questa seconda posizione è sostenuta dagli stati più piccoli che si affacciano sul Mar Nero, i quali, entrati nella sfera d'influenza geopolitica USA, sperano chiaramente di ricavarne dei vantaggi economici, oltre che politici.
Pur non essendo cambiato sotto il profilo politico-militare, il contenuto della convenzione del 1936, per quel che riguarda il regime di transito, è stato modificato dopo le emergenze ambientali provocate da alcune collisioni fra imbarcazioni che trasportavano carichi inquinanti.
Nel 1994, per limitare il numero di grosse petroliere in transito nei Dardanelli, la Turchia si è dotata di un regolamento che fissa numerose limitazioni per le sostanze pericolose e inquinanti, ed in caso di particolari condizioni meteo marine. Il documento, però, è stato fortemente criticato dalla Russia, che l'ha considerato una violazione della convenzione, in particolare per la mancata consultazione degli altri Stati che hanno sottoscritto l'accordo. Nel 1998, di conseguenza, il governo turco ha modificato il regolamento togliendo le disposizioni contestate.